# Norbert Weis

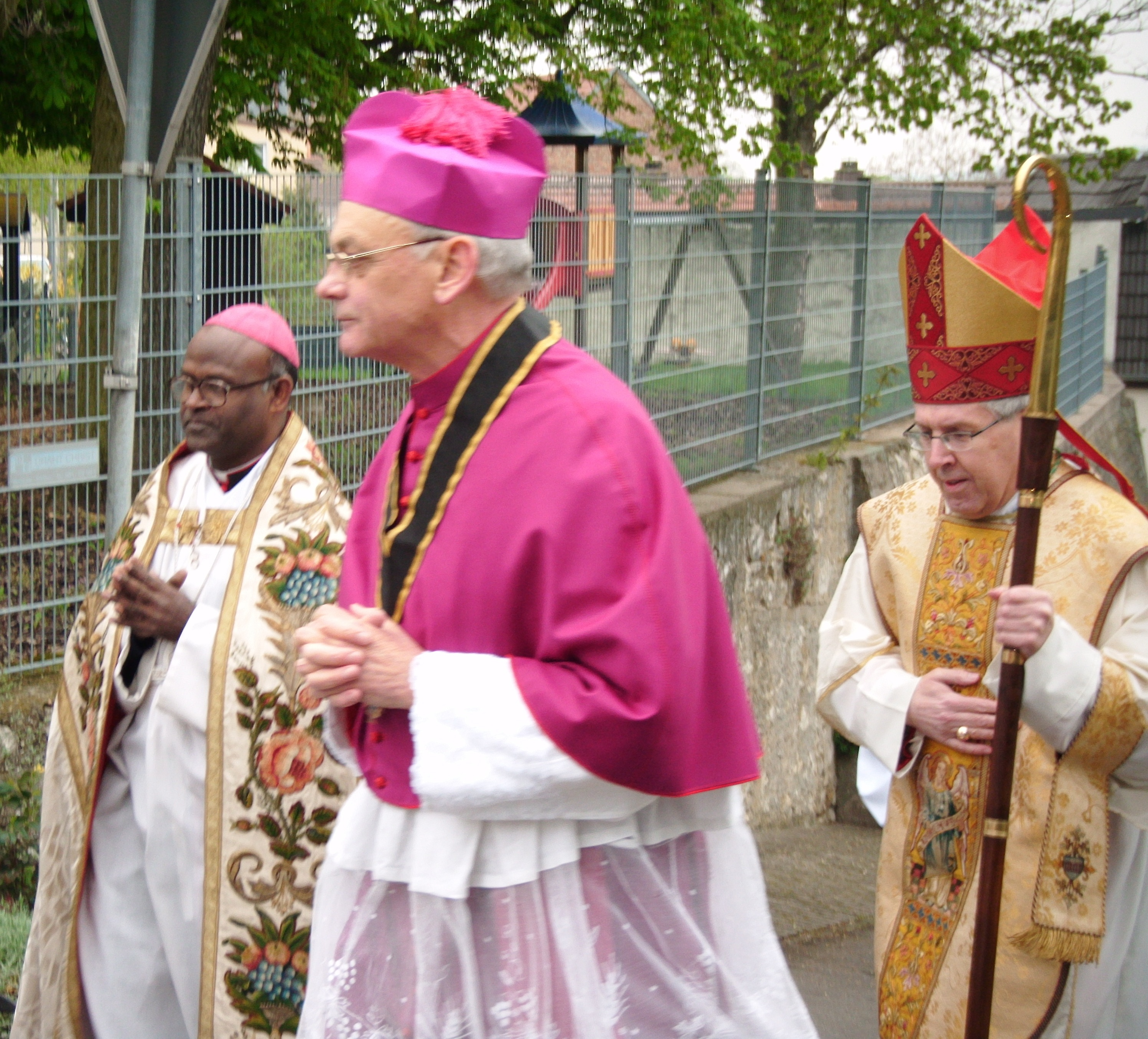
Msgr. Norbert Weis (Mitte), Czeslaw Kozon, Bischof von Kopenhagen/Dänemark (rechts), Selvister Ponnumuthan, Bischof von Punalur, Indien (links)

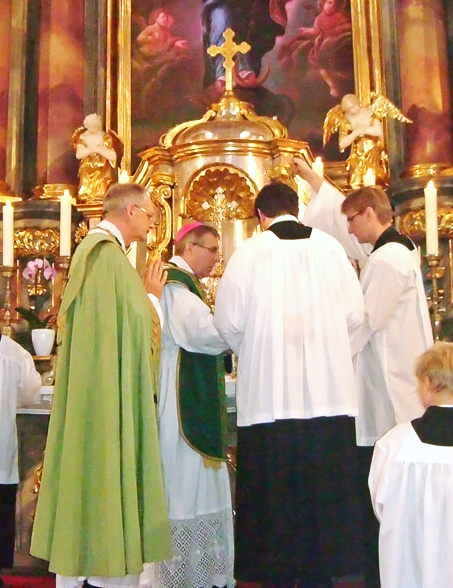
Domkapitular Norbert Weis (links) mit Bischof Czeslaw Kozon bei der Feier einer Tridentinischen Messe in Neustadt an der Weinstraße

Norbert Weis (* 13. November 1950 in Ommersheim, Saar-Pfalz-Kreis) ist ein deutscher katholischer Priester und Domkapitular des Bistums Speyer.

## Biografie
Norbert Weis entstammt einer alten katholischen Familie, aus der auch der ehemalige Speyerer Bischof Nikolaus von Weis hervorging. Sein direkter Großonkel (Bruder seines Großvaters) war der bayerische Feldgeistliche Jakob Weis.
Er besuchte das Gymnasium am Kaiserdom (Speyer), studierte am Collegium Germanicum in Rom und wurde dort am 10. Oktober 1975 zum Priester geweiht. Nach weiteren Studien und Promotion zum Doktor des Kanonischen Rechtes (Dr. jur.can.) kehrte Weis in sein Heimatbistum zurück und wurde 1980 Kaplan in Neustadt an der Weinstraße, 1981 in Ludwigshafen am Rhein. 1984 avancierte er zum Domvikar in Speyer und zum Diözesanrichter.  Vom 1. Oktober 1986 bis 1. September 1987 wirkte er als Sekretär von Bischof Anton Schlembach.
Am 25. April 1990 erfolgte die Wahl ins Speyerer Domkapitel, am 1. Mai 1995 wurde er Offizial und Stellvertretender Generalvikar.
Von 1997 bis 1999 leitete Norbert Weis als Postulator, auf diözesaner Ebene, das Seligsprechungsverfahren des Speyerer Priesters Paul Josef Nardini. Papst Benedikt XVI. ernannte ihn 2006 für seine Verdienste zum Päpstlichen Ehrenprälaten, mit der Anrede „Monsignore“.
Nach der Amtseinführung des neuen Speyerer Bischofs Karl-Heinz Wiesemann übernahm Norbert Weis 2008 das Amt des Generalvikars der Diözese Speyer, kehrte jedoch – wie von ihm gewünscht – ein Jahr später wieder auf seinen Posten als Offizial und Stellvertretender Generalvikar zurück. Letzteres Amt gab er Ende 2012 ab, blieb aber weiterhin Offizial.
Neben dieser Tätigkeit ist er Seelsorger der Schwestern am Kloster St. Magdalena (Speyer) und betreut als regelmäßiger Zelebrant die diözesane Gemeinde des tridentinischen Messritus in der Stiftskirche Neustadt  an der Weinstraße.